# Robert Laurens
Pour les articles homonymes, voir Laurens.
Robert Laurens est un homme politique français, né le 26 septembre 1910 à Lacroix-Barrez (Aveyron) et mort le 20 septembre 2005 à Mur-de-Barrez.

## Biographie
Robert Laurens est né à Lacroix-Barrez, village du nord-Aveyron où son père est maire. Il est conseiller municipal, maire, conseiller général du canton de Mur-de-Barrez, député de 1951 à 1955 et sénateur de l'Aveyron de 1956 à 1971.
Son frère Camille Laurens est député du Cantal, secrétaire d'État et ministre de l'agriculture sous la IVe République.